# Ауспиция
Ауспи́ции (лат. auspicia, от avis — «птица» и speculare — «наблюдать»), Птицегада́ние — в узком смысле — гадание авгуров по поведению птиц, откуда и происходит этимология, в широком — гадание авгуров вообще. В этом смысле использовался также термин augurium либо auspicium ex diris (signis).

## В Древнем Риме
Ауспиции как предзнаменования делились на 5 видов:
- небесные (ex caelo) — включали наблюдения также за природными явлениями типа молнии или грозы и считались наиболее важными (maximum auspicium);
- собственно по наблюдению за некоторыми птицами (ex avibus), которые делились на дававших приметы по пению или голосу (oscines) и по полёту (alites). К первым принадлежали ворон, ворона, сова и курица. Первые предвещали хорошее событие (auspicium ratum) если летели справа и дурные — если слева. Ко вторым относились орёл, считавшийся птицей Юпитера, и гриф. Некоторые птицы (picus Martius, feronius и parrha) относились к обеим группам;
- ex tripudiis, то есть наблюдение за поведением первоначально любой птицы, позже цыплят при кормлении, которое делалось обычно при военных экспедициях. Цыплята содержались в клетке под наблюдением соответствующего человека (pullarius). При начале гадания пулларий открывал клетку и кидал туда бобы или мягкое пирожное. Если цыплята отказывались клевать, шумели, хлопали крылышками или применявшиеся ранее взрослые птицы улетали, это считалось дурным предзнаменованием. Когда же еда жадно клевалась так, что было слышно постукивание, это было соответственно хорошей приметой (tripudium solistimum).
- наблюдение за четвероногими животными (ex quadrupedibus) — было не очень распространено. Соответствующей приметой (iuge auspicium) было, если, например, собака, конь, волк или лисица перебежит человеку дорогу.
- ex acuminibus — гадание по наконечникам копий во время походов.

Проводимые патрициями ауспиции были auspicia patrum, хотя могли быть совершены и частным образом без авгуров (auspicia privata). Ауспиции, организованные по инициативе высших магистратов (раньше — царей, а потом диктаторов, междуцарей и консульских трибунов) были auspicia maiora, а низших (курульных эдилов и квесторов) — minora. При нарушении тишины или вообще при обнаружении ошибки (vitium) ауспиции отменялись.
Впрочем, отношение к ауспициям было достаточно двойственно: несмотря на то, что они были освящены традициями, с результатами ауспиций считались далеко не всегда — и сами ауспиции становились всё более формальной процедурой. Так, у Валерия Максима в книге «О замечательных деяниях и изречениях» описывается следующий эпизод: накануне решающего морского сражения с карфагенянами в 249 до н. э. священные куры не стали клевать зерно, предрекая поражение; командовавший флотом консул Публий Клавдий Пульхр приказал выбросить их за борт, сказав: «Не хотят есть — пускай напьются», и дал сигнал к началу боя. И потерпел тяжёлое поражение.
Цицерон, избранный авгуром, в своей книге «О природе богов» писал: «Удивительно, как могут два предсказателя воздержаться от смеха, глядя друг другу в глаза».
В славянских, а затем и в русских текстах, переведённых с древнегреческого, термину «ауспиция» соответствует слово вороже́ние (ст.‑слав. вражениѥ, ст.‑слав. ворожѥниѥ, др.-греч. οἰωνισμός), от которого происходит слово ворожея (предсказатель, гадатель). На Руси ворожеи для своих предсказаний использовали куроклик (петушиный крик), воронограй (пение ворона), мышеписк.

## Христианство и птицегадание
Христианская церковь крайне негативно относится к птицегаданию (ворожению) и подобным магическим действиям, относя их к проявлениям оккультизма, которые искажают смысл церковного вероучения. В публичных проповедях с амвонов и в письмах священство многократно обличало тёмные народные нравы и заблуждения. В обоснование такой позиции приводится ещё ветхозаветная библейская заповедь Моисея, данная ему Богом: «Не должен находиться у тебя проводящий сына своего или дочь свою через огонь, прорицатель, гадатель, ворожея (др.-греч. οἰωνιζόμενος, лат. auguria), чародей, обаятель, вызывающий духов, волшебник и вопрошающий мертвых; ибо мерзок пред Господом всякий, делающий это, и за сии-то мерзости Господь Бог твой изгоняет их от лица твоего; будь непорочен пред Господом Богом твоим; ибо народы сии, которых ты изгоняешь, слушают гадателей и прорицателей, а тебе не то дал Господь Бог твой» (Втор. 18:10—14).
Искореняя языческие суеверия, Православная церковь приняла на Трулльском соборе 65 канон, в котором среди согрешений царя Манассии упоминается и ворожение (птицегадание) царя: «и гадал, и ворожил (др.-греч. οἰωνίζετο), и завел вызывателей мертвецов» (4Цар. 21:6).